# Germain Berthé
Germain Berthé (Mali, 1993. október 24. –) mali válogatott labdarúgó, jelenleg az Onze Créateurs Niaréla játékosa.

## Sikerei, díjai
Onze Créateurs Niaréla
- Mali kupagyőztes (1): 2013–14